# Werner Kreipe
Werner Kreipe, född 12 april 1904 i Hannover, död 7 september 1967, var en tysk Luftwaffe-general. Han var verkställande chef för Luftwaffes generalstab från den 2 augusti till den 28 oktober 1944.

## Biografi
I augusti 1943 begick Luftwaffes generalstabschef Hans Jeschonnek självmord och efterträddes av Günther Korten. När den senare avled efter 20 juli-attentatet väntades Karl Koller efterträda honom, men Hermann Göring utnämnde istället Kreipe till ny generalstabschef. Adolf Hitler övertalade dock Göring att efter en tid byta ut Kreipe mot Koller.
Från den 1 november till krigsslutet den 8 maj 1945 var Kreipe chef för Luftkriegsakademie.

## Utmärkelser
- Tyska korset i guld: 29 juni 1942
- Järnkorset av första klassen
- Järnkorset av andra klassen
- Blodsorden
- Wehrmachts tjänsteutmärkelse av fjärde, tredje och andra klassen
- Frontflygningsspännet

### Webbkällor
- Miller, Michael D. & Collins, Gareth. ”General der Flieger Werner Kreipe” (på engelska). Axis Biographical Research. Arkiverad från originalet den 1 juni 2014. https://archive.today/20140601150539/http://www.geocities.com/~orion47/WEHRMACHT/LUFTWAFFE/General/KREIPE_WERNER.html. Läst 1 juni 2014.